# Levis (Wisconsin)
Levis es un pueblo ubicado en el condado de Clark en el estado estadounidense de Wisconsin. En el Censo de 2010 tenía una población de 492 habitantes y una densidad poblacional de 5,25 personas por km².

## Geografía
Levis se encuentra ubicado en las coordenadas 44°28′20″N 90°38′19″O / 44.47222, -90.63861. Según la Oficina del Censo de los Estados Unidos, Levis tiene una superficie total de 93.71 km², de la cual 92.43 km² corresponden a tierra firme y (1.36%) 1.27 km² es agua.

## Demografía
Según el censo de 2010, había 492 personas residiendo en Levis. La densidad de población era de 5,25 hab./km². De los 492 habitantes, Levis estaba compuesto por el 90.45% blancos, el 0.81% eran afroamericanos, el 7.72% eran amerindios, el 0% eran asiáticos, el 0% eran isleños del Pacífico, el 0% eran de otras razas y el 1.02% pertenecían a dos o más razas. Del total de la población el 1.63% eran hispanos o latinos de cualquier raza.